# Кубок Карьяла 2018
Кубок Карьяла 2018 проходил с 8 по 11 ноября 2018 года в городе Хельсинки в Финляндии. Он являлся частью хоккейного Евротура 2018/2019.
Выставочный матч Чехия — Швеция был сыгран в городе Прага в Чехии.

## Место проведения
Кубок Карьяла прошел на Хартвалл Арене в Хельсинки.

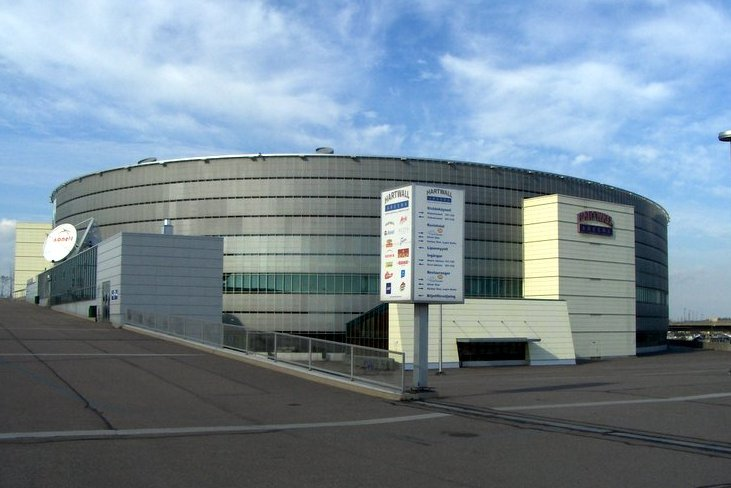
Хартвалл Арена.

Вынесенный матч прошел на Типспорт Арене в Праге, Чехия.

### Турнирная таблица
| М | Сборная   | И | В | ВО | ПО | П | ШЗ | ШП | РШ  | О |
| - | --------- | - | - | -- | -- | - | -- | -- | --- | - |
| 1 | Россия    | 3 | 2 | 0  | 0  | 1 | 9  | 6  | + 3 | 6 |
| 2 | Финляндия | 3 | 2 | 0  | 0  | 1 | 6  | 3  | + 3 | 6 |
| 3 | Чехия     | 3 | 1 | 0  | 0  | 2 | 7  | 8  | - 1 | 3 |
| 4 | Швеция    | 3 | 1 | 0  | 0  | 2 | 4  | 9  | - 5 | 3 |

Начало матчей указано по центральноевропейскому времени (UTC+1:00)

### Матчи турнира
| 8 ноября 2018 18:30 | Россия | 3 : 0 (2:0, 1:0, 0:0) | Финляндия | «Хартвалл-арена», Хельсинки Зрителей: 9052 |

| Отчёт | Отчёт                      | Отчёт   | Отчёт                     | Отчёт |
| --- | -------------------------- | ------- | ------------------------- | ----- |
| |                            |         |                           |       |
| | Илья Сорокин — 00:00-60:00 | Вратари | 00:00-57:26 — Юха Метсола |       |
| | Голы:                      |         |                           |       |
| Михаил Григоренко (А. Локтионов) — 04:08 Никита Нестеров (М. Григоренко, К. Капризов) (бол.) — 11:15 Андрей Педан (И. Телегин, Е. Кетов) — 34:40 | 1:0 2:0 3:0                |         |                           |       |
| |                            |         |                           |       |
| |                            |         |                           |       |
| |                            |         |                           |       |
| 10 мин | Штраф                      | 6 мин   |                           |       |
| |                            |         |                           |       |
| | 21                         | Броски  | 28                        |       |

| 8 ноября 2018 19:20 | Чехия | 2 : 3 (1:1, 1:2, 0:0) | Швеция | «Типспорт Арена», Прага Зрителей: 9723 |

| Отчёт                                                | Отчёт                     | Отчёт | Отчёт                       | Отчёт |
| ---------------------------------------------------- | ------------------------- | --- | --------------------------- | ----- |
|                                                      |                           | |                             |       |
|                                                      | Якуб Коварж — 00:00-58:23 | Вратари | 00:00-60:00 — Ларс Юханссон |       |
|                                                      | Голы:                     | |                             |       |
| Петр Заморски (Д. Кубалик) — 10:31 Ян Коларж — 34:00 | 0:1 :1 1:2 1:3 2:3        | Якоб Лилья (Э. Ларссон) — 08:03 Ник Сёренсен (Л. Бенгтссон, М. Викстранд) — 28:41 Йонатан Давидссон (Ю. Нюгорд) — 32:44 |                             |       |
|                                                      |                           | |                             |       |
|                                                      |                           | |                             |       |
|                                                      |                           | |                             |       |
| 10 мин                                               | Штраф                     | 8 мин |                             |       |
|                                                      |                           | |                             |       |
|                                                      | 28                        | Броски | 27                          |       |

| 10 ноября 2018 13:00 | Швеция | 1 : 4 (0:1, 0:1, 1:2) | Россия | «Хартвалл-арена», Хельсинки Зрителей: 3552 |

| Отчёт                                                | Отчёт                                                         | Отчёт | Отчёт                         | Отчёт |
| ---------------------------------------------------- | ------------------------------------------------------------- | --- | ----------------------------- | ----- |
|                                                      |                                                               | |                               |       |
|                                                      | Магнус Хелльберг — 00:00-56:34 Магнус Хелльберг — 58:11-60:00 | Вратари | 00:00-60:00 — Игорь Шестёркин |       |
|                                                      | Голы:                                                         | |                               |       |
| Якоб Лилья (Л. Бенгтссон, Й. Перссон) (бол.) — 45:18 | 0:1 0:2 1:2 1:3 1:4                                           | Андрей Кузьменко (А. Барабанов, Д. Хафизуллин) — 30:48 Евгений Кетов (мен.) — 38:40 Андрей Кузьменко (А. Бывальцев, М. Шалунов) (бол.) — 50:04 Андрей Локтионов (И. Телегин, А. Бывальцев) (п.в.) — 58:11 |                               |       |
|                                                      |                                                               | |                               |       |
|                                                      |                                                               | |                               |       |
|                                                      |                                                               | |                               |       |
| 12 мин                                               | Штраф                                                         | 12 мин |                               |       |
|                                                      |                                                               | |                               |       |
|                                                      | 31                                                            | Броски | 32                            |       |

| 10 ноября 2018 17:30 | Финляндия | 3 : 0 (1:0, 2:0, 0:0) | Чехия | «Хартвалл-арена», Хельсинки Зрителей: 11 350 |

| Отчёт | Отчёт                           | Отчёт   | Отчёт                         | Отчёт |
| --- | ------------------------------- | ------- | ----------------------------- | ----- |
| |                                 |         |                               |       |
| | Вейни Вехвиляйнен — 00:00-60:00 | Вратари | 00:00-60:00 — Патрик Бартошак |       |
| | Голы:                           |         |                               |       |
| Артту Руотсалайнен (Х. Песонен, Т. Кивихалме) — 12:24 Й. Няттинен (Х. Песонен) — 26:28 Сакари Маннинен — 32:16 | 1:0 2:0 3:0                     |         |                               |       |
| |                                 |         |                               |       |
| |                                 |         |                               |       |
| |                                 |         |                               |       |
| 6 мин | Штраф                           | 6 мин   |                               |       |
| |                                 |         |                               |       |
| | 26                              | Броски  | 18                            |       |

| 11 ноября 2018 13:30 | Чехия | 5 : 2 (1:2, 2:0, 2:0) | Россия | «Хартвалл-арена», Хельсинки Зрителей: 3020 |

| Отчёт  | Отчёт | Отчёт | Отчёт | Отчёт |
| ------ | ----- | ----- | ----- | ----- |
|        |       |       |       |       |
|        |       |       |       |       |
|        |       |       |       |       |
|        |       |       |       |       |
|        |       |       |       |       |
|        |       |       |       |       |
|        |       |       |       |       |
| 24 мин | Штраф | 4 мин |       |       |
|        |       |       |       |       |
|        |       |       |       |       |

| 11 ноября 2018 17:30 | Финляндия | 3 : 0 (1:0, 1:0, 1:0) | Швеция | «Хартвалл-арена», Хельсинки Зрителей: 12 089 |

| Отчёт | Отчёт                           | Отчёт   | Отчёт                       | Отчёт                       |
| --- | ------------------------------- | ------- | --------------------------- | --------------------------- |
| |                                 |         |                             |                             |
| | Вейни Вехвиляйнен — 00:00-60:00 | Вратари | 00:00-57:01 — Ларс Юханссон | Судьи: В. Пешина, Д. Пражак |
| | Голы:                           |         |                             | Судьи: В. Пешина, Д. Пражак |
| Вилле Лескинен (А.Руотсалайнен, М.Лехтонен) бол - 07:49 Теэму Эронен (В. Лескинен, Х. Песонен) — 21:37 Яни Хаканпяя (М. Анттила, М. Ниеми) — 56:21 | 1:0 1:0                         |         |                             | Судьи: В. Пешина, Д. Пражак |
| |                                 |         |                             | Судьи: В. Пешина, Д. Пражак |
| |                                 |         |                             | Судьи: В. Пешина, Д. Пражак |
| |                                 |         |                             | Судьи: В. Пешина, Д. Пражак |
| 12 мин | Штраф                           | 6 мин   |                             | Судьи: В. Пешина, Д. Пражак |
| |                                 |         |                             |                             |
| | 27 (6+15+6)                     | Броски  | 22 (5+4+13)                 |                             |

## Победитель
| Победитель Кубка Карьяла 2018 |
| Россия Восьмой титул          |

## Интересные факты
- Впервые в истории Кубка Карьяла победителю вручили кубок.
- Сборная России была полностью составлена из игроков КХЛ.